# Análisis costo-efectividad distributivo
El análisis costo-efectividad distributivo (ACED) es una extensión del análisis costo-efectividad (ACE) que incorpora la preocupación tanto por los niveles medios de los resultados como por la distribución de los mismos. Resulta especialmente útil a la hora de evaluar intervenciones para combatir las desigualdades sanitarias.
El ACED incluye el Análisis Costo-Efectividad Ampliado, que además del ACE estándar evalúa los costes y la eficacia para distintos grupos socioeconómicos.